# 2e étape du Tour de France 2017
Pour un article plus général, voir Tour de France 2017.
La 2e étape du Tour de France 2017 se déroule le dimanche 2 juillet 2017 entre Düsseldorf, en Allemagne, et Liège, en Belgique, sur une distance de 203,5 kilomètres. Elle est remportée au sprint par l'Allemand Marcel Kittel devant Arnaud Démare et André Greipel. Geraint Thomas et Stefan Küng conservent respectivement la tête du classement général et du classement du meilleur jeune ; Marcel Kittel prend la tête du classement par points et Taylor Phinney du classement du meilleur grimpeur.

## Parcours

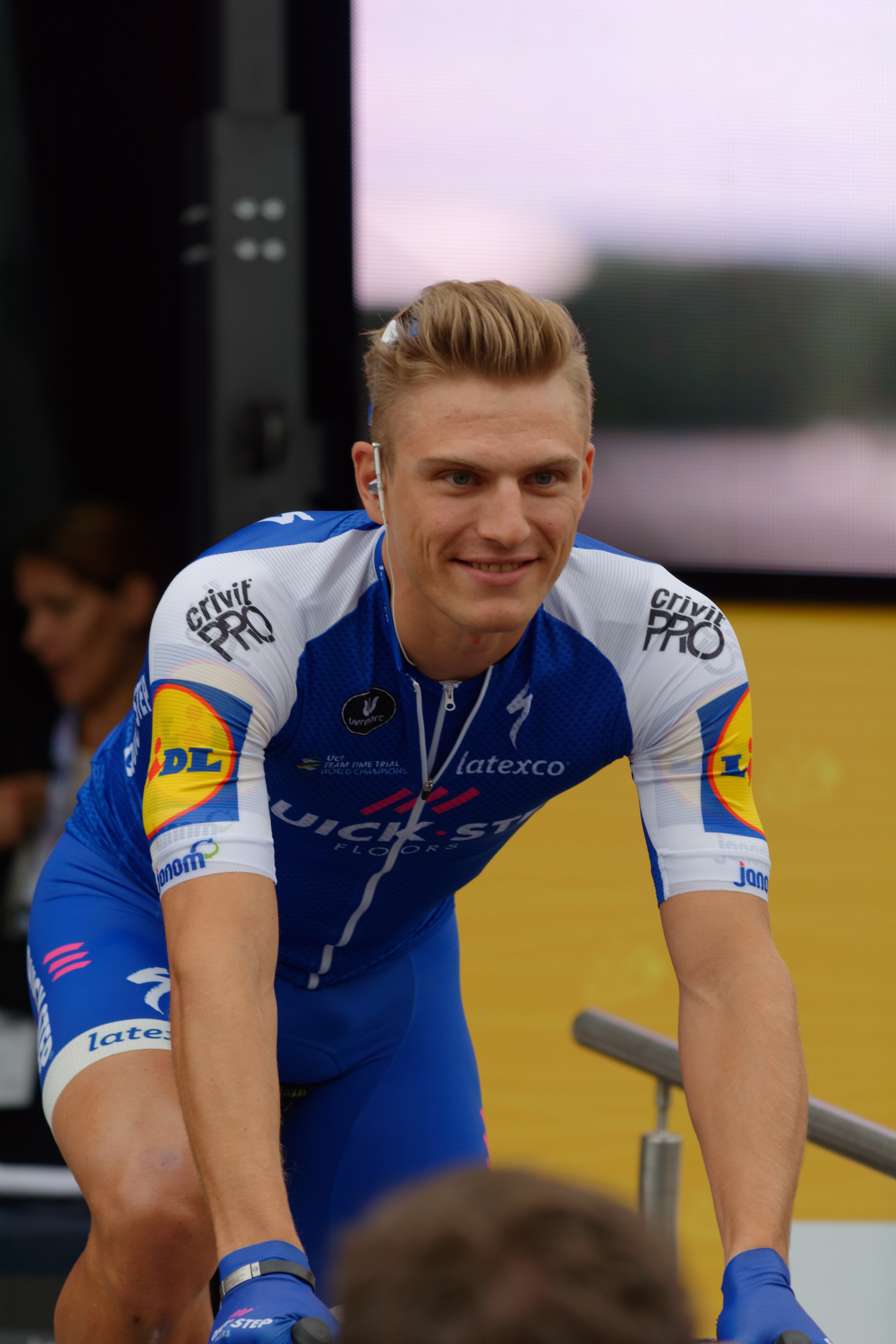
Marcel Kittel au départ de l'étape.

Les coureurs roulent de Düsseldorf en direction de Liège en passant par Mönchengladbach, où se situe le sprint intermédiaire, et Aix-la Chapelle. Le peloton met le cap au sud-est sur des routes exposées aux vents. Deux côtes de 4e catégorie jalonnent le parcours, la côte de Grafenberg situé au point kilométrique 6,5, et la côte d'Olne placée à 20 km de l'arrivée. La partie belge de cette étape de plaine présente un profil un peu vallonné.

## Déroulement de la course
Dès la borne kilométrique 0, quelques coureurs ont à cœur d'être les premiers échappés de ce Tour de France. Ainsi, le Français Laurent Pichon (Fortuneo-Oscaro) est le premier à attaquer avec son compatriote Thomas Boudat (Direct Énergie) dans sa roue. L'Américain Taylor Phinney (Cannondale-Drapac) et Yoann Offredo (Wanty-Groupe Gobert), également Français, les rejoignent rapidement. 
Taylor Phinney s'adjuge le premier Grand Prix de la montagne au sommet de la côte de Grafenberg. Le sprint intermédiaire est, quant à lui, emporté par Thomas Boudat, les principaux sprinters du peloton se livrant à une petite lutte pour s'adjuger les onze places restantes permettant d'obtenir des points.
À 30 km de l'arrivée, sur une route trempée, une quarantaine de coureurs chutent à l'avant du peloton, lors d'un virage débouchant sur un îlot directionnel. Parmi eux, Christopher Froome (Sky) et Romain Bardet (AG2R La Mondiale), prétendants à une victoire au classement général, mais aussi le sprinteur norvégien Alexander Kristoff (Katusha-Alpecin). L'ensemble des leaders touchés reprennent leur place dans le peloton quelques kilomètres plus tard. Tous les cyclistes repartent, cependant certains sont plus touchés et doivent prendre quelques minutes avant de repartir comme Tom Leezer (Lotto NL Jumbo), Reto Hollenstein (Katusha-Alpecin), Luke Rowe (Sky), Dimitri Claeys (Cofidis), Mickaël Delage (FDJ), Axel Domont  (AG2R La Mondiale), Andrey Amador (Movistar),.
Taylor Phinney remporte à nouveau le Grand Prix de la montagne au sommet de la côte d'Olne, à 20 km de l'arrivée, et endosse le premier maillot à pois de ce Tour. Il est même le seul présent dans ce classement, avec 2 points.
Celui-ci poursuit son effort pour relancer l'échappée, suivi par Yoann Offredo. Thomas Boudat et Laurent Pichon sont, quant à eux, repris par le peloton à 14 km de l'arrivée.
L'écart entre l'échappée et le peloton, qui a longtemps oscillé entre 2 min 30 s et 3 min 30 s, avant de tomber autour de 1 min 30 s puis 30 s à respectivement 50 km et 30 km de l'arrivée, remonte à 50 s à la faveur de la chute du peloton.
Les deux derniers échappés sont repris sous la flamme rouge, indiquant le dernier kilomètre. Le sprint est amené sur une route large et sèche. L'Allemand Marcel Kittel (Quick-Step Floors) s'impose devant Arnaud Démare (FDJ) et André Greipel (Lotto-Soudal).

## Résultats

### Classement de l'étape
| \| Classement de l'étape \| Classement de l'étape \| Classement de l'étape \| Classement de l'étape \| Classement de l'étape \| \| Coureur \| Coureur \| Pays \| Équipe \| Temps \| \| --------------------- \| --------------------- \| --------------------- \| -------------------------- \| --------------------- \| \| 1er \| Marcel Kittel \| Allemagne \| Quick-Step Floors \| 4 h 37 min 06 s \| \| 2e \| Arnaud Démare \| France \| FDJ \| + 0 s \| \| 3e \| André Greipel \| Allemagne \| Lotto-Soudal \| + 0 s \| \| 4e \| Mark Cavendish \| Royaume-Uni \| Dimension Data \| + 0 s \| \| 5e \| Dylan Groenewegen \| Pays-Bas \| LottoNL-Jumbo \| + 0 s \| \| 6e \| Sonny Colbrelli \| Italie \| Bahrain-Merida \| + 0 s \| \| 7e \| Ben Swift \| Royaume-Uni \| UAE Team Emirates \| + 0 s \| \| 8e \| Nacer Bouhanni \| France \| Cofidis, Solutions Crédits \| + 0 s \| \| 9e \| Michael Matthews \| Australie \| Team Sunweb \| + 0 s \| \| 10e \| Peter Sagan \| Slovaquie \| Bora-Hansgrohe \| + 0 s \| |                   |             |                            |                 |
| |                   |             |                            |                 |
| Sources : ProCyclingStats Cycling Archives |                   |             |                            |                 |
| Classement de l'étape |                   |             |                            |                 |
| Coureur | Coureur           | Pays        | Équipe                     | Temps           |
| 1er | Marcel Kittel     | Allemagne   | Quick-Step Floors          | 4 h 37 min 06 s |
| 2e | Arnaud Démare     | France      | FDJ                        | + 0 s           |
| 3e | André Greipel     | Allemagne   | Lotto-Soudal               | + 0 s           |
| 4e | Mark Cavendish    | Royaume-Uni | Dimension Data             | + 0 s           |
| 5e | Dylan Groenewegen | Pays-Bas    | LottoNL-Jumbo              | + 0 s           |
| 6e | Sonny Colbrelli   | Italie      | Bahrain-Merida             | + 0 s           |
| 7e | Ben Swift         | Royaume-Uni | UAE Team Emirates          | + 0 s           |
| 8e | Nacer Bouhanni    | France      | Cofidis, Solutions Crédits | + 0 s           |
| 9e | Michael Matthews  | Australie   | Team Sunweb                | + 0 s           |
| 10e | Peter Sagan       | Slovaquie   | Bora-Hansgrohe             | + 0 s           |

### Points attribués
| Sprint intermédiaire - Mönchengladbach (km 82,5) | Sprint intermédiaire - Mönchengladbach (km 82,5) | Sprint intermédiaire - Mönchengladbach (km 82,5) | Sprint intermédiaire - Mönchengladbach (km 82,5) | Sprint intermédiaire - Mönchengladbach (km 82,5) |
| ------------------------------------------------ | ------------------------------------------------ | ------------------------------------------------ | ------------------------------------------------ | ------------------------------------------------ |
|                                                  | Coureur                                          | Pays                                             | Équipe                                           | Point(s)                                         |
| 1er                                              | Thomas Boudat                                    | France                                           | Direct Énergie                                   | 20                                               |
| 2e                                               | Taylor Phinney                                   | États-Unis                                       | Cannondale-Drapac                                | 17                                               |
| 3e                                               | Laurent Pichon                                   | France                                           | Fortuneo-Oscaro                                  | 15                                               |
| 4e                                               | Yoann Offredo                                    | France                                           | Wanty-Groupe Gobert                              | 13                                               |
| 5e                                               | Alexander Kristoff                               | Norvège                                          | Katusha-Alpecin                                  | 11                                               |
| 6e                                               | Sonny Colbrelli                                  | Italie                                           | Bahrain-Merida                                   | 10                                               |
| 7e                                               | Michael Matthews                                 | Australie                                        | Sunweb                                           | 9                                                |
| 8e                                               | Arnaud Démare                                    | France                                           | FDJ                                              | 8                                                |
| 9e                                               | Peter Sagan                                      | Slovaquie                                        | Bora-Hansgrohe                                   | 7                                                |
| 10e                                              | Marcel Kittel                                    | Allemagne                                        | Quick-Step Floors                                | 6                                                |
| 11e                                              | André Greipel                                    | Allemagne                                        | Lotto-Soudal                                     | 5                                                |
| 12e                                              | Mark Cavendish                                   | Royaume-Uni                                      | Dimension Data                                   | 4                                                |
| 13e                                              | Ben Swift                                        | Royaume-Uni                                      | UAE Emirates                                     | 3                                                |
| 14e                                              | Rick Zabel                                       | Allemagne                                        | Katusha-Alpecin                                  | 2                                                |
| 15e                                              | Mike Teunissen                                   | Pays-Bas                                         | Sunweb                                           | 1                                                |
| modifier                                         |                                                  |                                                  |                                                  |                                                  |

| Arrivée d'étape - Liège (km 203,5) | Arrivée d'étape - Liège (km 203,5) | Arrivée d'étape - Liège (km 203,5) | Arrivée d'étape - Liège (km 203,5) | Arrivée d'étape - Liège (km 203,5) |
| ---------------------------------- | ---------------------------------- | ---------------------------------- | ---------------------------------- | ---------------------------------- |
|                                    | Coureur                            | Pays                               | Équipe                             | Point(s)                           |
| 1er                                | Marcel Kittel                      | Allemagne                          | Quick-Step Floors                  | 50                                 |
| 2e                                 | Arnaud Démare                      | France                             | FDJ                                | 30                                 |
| 3e                                 | André Greipel                      | Allemagne                          | Lotto-Soudal                       | 20                                 |
| 4e                                 | Mark Cavendish                     | Royaume-Uni                        | Dimension Data                     | 18                                 |
| 5e                                 | Dylan Groenewegen                  | Pays-Bas                           | Lotto NL-Jumbo                     | 16                                 |
| 6e                                 | Sonny Colbrelli                    | Italie                             | Bahrain-Merida                     | 14                                 |
| 7e                                 | Ben Swift                          | Royaume-Uni                        | UAE Emirates                       | 12                                 |
| 8e                                 | Nacer Bouhanni                     | France                             | Cofidis                            | 10                                 |
| 9e                                 | Michael Matthews                   | Australie                          | Sunweb                             | 8                                  |
| 10e                                | Peter Sagan                        | Slovaquie                          | Bora-Hansgrohe                     | 7                                  |
| 11e                                | Andrea Pasqualon                   | Italie                             | Wanty-Groupe Gobert                | 6                                  |
| 12e                                | Pieter Vanspeybrouck               | Belgique                           | Wanty-Groupe Gobert                | 5                                  |
| 13e                                | John Degenkolb                     | Allemagne                          | Trek-Segafredo                     | 4                                  |
| 14e                                | Daniel McLay                       | Royaume-Uni                        | Fortuneo-Oscaro                    | 3                                  |
| 15e                                | Alexander Kristoff                 | Norvège                            | Katusha-Alpecin                    | 2                                  |
| modifier                           |                                    |                                    |                                    |                                    |

|   | Coureur       | Pays      | Équipe            | Secondes |
| - | ------------- | --------- | ----------------- | -------- |
| 1 | Marcel Kittel | Allemagne | Quick-Step Floors | 10 s     |
| 2 | Arnaud Démare | France    | FDJ               | 6 s      |
| 3 | André Greipel | Allemagne | Lotto-Soudal      | 4 s      |

### Cols et côtes
| Côte de Grafenberg (km 6,5) - 4e catégorie (1,4 km à 4,5%) | Côte de Grafenberg (km 6,5) - 4e catégorie (1,4 km à 4,5%) | Côte de Grafenberg (km 6,5) - 4e catégorie (1,4 km à 4,5%) | Côte de Grafenberg (km 6,5) - 4e catégorie (1,4 km à 4,5%) | Côte de Grafenberg (km 6,5) - 4e catégorie (1,4 km à 4,5%) |
| ---------------------------------------------------------- | ---------------------------------------------------------- | ---------------------------------------------------------- | ---------------------------------------------------------- | ---------------------------------------------------------- |
|                                                            | Coureur                                                    | Pays                                                       | Équipe                                                     | Point(s)                                                   |
| 1er                                                        | Taylor Phinney                                             | États-Unis                                                 | Cannondale-Drapac                                          | 1                                                          |
| modifier                                                   |                                                            |                                                            |                                                            |                                                            |

| Côte d'Olne (km 183) - 4e catégorie (1,3 km à 4,7%) | Côte d'Olne (km 183) - 4e catégorie (1,3 km à 4,7%) | Côte d'Olne (km 183) - 4e catégorie (1,3 km à 4,7%) | Côte d'Olne (km 183) - 4e catégorie (1,3 km à 4,7%) | Côte d'Olne (km 183) - 4e catégorie (1,3 km à 4,7%) |
| --------------------------------------------------- | --------------------------------------------------- | --------------------------------------------------- | --------------------------------------------------- | --------------------------------------------------- |
|                                                     | Coureur                                             | Pays                                                | Équipe                                              | Point(s)                                            |
| 1er                                                 | Taylor Phinney                                      | États-Unis                                          | Cannondale-Drapac                                   | 1                                                   |
| modifier                                            |                                                     |                                                     |                                                     |                                                     |

### Prix de la combativité
- 205 -  Yoann Offredo (Wanty-Groupe Gobert)

## Classements à l'issue de l'étape

### Classement général
| \| Classement général \| Classement général \| Classement général \| Classement général \| Classement général \| \| Coureur \| Coureur \| Pays \| Équipe \| Temps \| \| ------------------ \| -------------------- \| ------------------ \| ------------------ \| ------------------ \| \| 1er \| Geraint Thomas \| Royaume-Uni \| Team Sky \| 4 h 53 min 10 s \| \| 2e \| Stefan Küng \| Suisse \| BMC Racing Team \| + 5 s \| \| 3e \| Marcel Kittel \| Allemagne \| Quick-Step Floors \| + 6 s \| \| 4e \| Vasil Kiryienka \| Biélorussie \| Team Sky \| + 7 s \| \| 5e \| Matteo Trentin \| Italie \| Quick-Step Floors \| + 10 s \| \| 6e \| Christopher Froome \| Royaume-Uni \| Team Sky \| + 12 s \| \| 7e \| Jos van Emden \| Pays-Bas \| LottoNL-Jumbo \| + 15 s \| \| 8e \| Michał Kwiatkowski \| Pologne \| Team Sky \| + 15 s \| \| 9e \| Edvald Boasson Hagen \| Norvège \| Dimension Data \| + 16 s \| \| 10e \| Nikias Arndt \| Allemagne \| Team Sunweb \| + 16 s \| |                      |             |                   |                 |
| |                      |             |                   |                 |
| Sources : ProCyclingStats Cycling Archives |                      |             |                   |                 |
| Classement général |                      |             |                   |                 |
| Coureur | Coureur              | Pays        | Équipe            | Temps           |
| 1er | Geraint Thomas       | Royaume-Uni | Team Sky          | 4 h 53 min 10 s |
| 2e | Stefan Küng          | Suisse      | BMC Racing Team   | + 5 s           |
| 3e | Marcel Kittel        | Allemagne   | Quick-Step Floors | + 6 s           |
| 4e | Vasil Kiryienka      | Biélorussie | Team Sky          | + 7 s           |
| 5e | Matteo Trentin       | Italie      | Quick-Step Floors | + 10 s          |
| 6e | Christopher Froome   | Royaume-Uni | Team Sky          | + 12 s          |
| 7e | Jos van Emden        | Pays-Bas    | LottoNL-Jumbo     | + 15 s          |
| 8e | Michał Kwiatkowski   | Pologne     | Team Sky          | + 15 s          |
| 9e | Edvald Boasson Hagen | Norvège     | Dimension Data    | + 16 s          |
| 10e | Nikias Arndt         | Allemagne   | Team Sunweb       | + 16 s          |

### Classement par points
| Classement par points | Classement par points | Classement par points | Classement par points | Classement par points |
| Coureur               | Coureur               | Pays                  | Équipe                | Points                |
| --------------------- | --------------------- | --------------------- | --------------------- | --------------------- |
| 1er                   | Marcel Kittel         | Allemagne             | Quick-Step Floors     | 63 pts                |
| 2e                    | Arnaud Démare         | France                | FDJ                   | 38 pts                |
| 3e                    | André Greipel         | Allemagne             | Lotto-Soudal          | 25 pts                |
| 4e                    | Sonny Colbrelli       | Italie                | Bahrain-Merida        | 24 pts                |
| 5e                    | Mark Cavendish        | Royaume-Uni           | Dimension Data        | 22 pts                |
| 6e                    | Taylor Phinney        | États-Unis            | Cannondale-Drapac     | 21 pts                |
| 7e                    | Geraint Thomas        | Royaume-Uni           | Team Sky              | 20 pts                |
| 8e                    | Thomas Boudat         | France                | Direct Énergie        | 20 pts                |
| 9e                    | Stefan Küng           | Suisse                | BMC Racing Team       | 17 pts                |
| 10e                   | Michael Matthews      | Australie             | Team Sunweb           | 17 pts                |

### Classement du meilleur jeune
| Classement général du meilleur jeune | Classement général du meilleur jeune | Classement général du meilleur jeune | Classement général du meilleur jeune | Classement général du meilleur jeune |
|                                      | Coureur                              | Pays                                 | Équipe                               | Temps                                |
| ------------------------------------ | ------------------------------------ | ------------------------------------ | ------------------------------------ | ------------------------------------ |
| 1er                                  | Stefan Küng                          | Suisse                               | BMC Racing                           | en 4 h 53 min 15 s                   |
| 2e                                   | Pierre Latour                        | France                               | AG2R La Mondiale                     | + 20 s                               |
| 3e                                   | Alexey Lutsenko                      | Kazakhstan                           | Astana                               | + 24 s                               |
| 4e                                   | Timo Roosen                          | Pays-Bas                             | Lotto NL-Jumbo                       | + 29 s                               |
| 5e                                   | Simon Yates                          | Royaume-Uni                          | Orica-Scott                          | + 32 s                               |
| modifier                             |                                      |                                      |                                      |                                      |

### Classement du meilleur grimpeur
| Classement du meilleur grimpeur | Classement du meilleur grimpeur | Classement du meilleur grimpeur | Classement du meilleur grimpeur | Classement du meilleur grimpeur |
| ------------------------------- | ------------------------------- | ------------------------------- | ------------------------------- | ------------------------------- |
|                                 | Coureur                         | Pays                            | Équipe                          | Point(s)                        |
| 1er                             | Taylor Phinney                  | États-Unis                      | Cannondale-Drapac               | 2 points                        |
| modifier                        |                                 |                                 |                                 |                                 |

### Classement par équipes
| Classement par équipes | Classement par équipes | Classement par équipes | Classement par équipes |
|                        | Équipe                 | Pays                   | Temps                  |
| ---------------------- | ---------------------- | ---------------------- | ---------------------- |
| 1re                    | Sky                    | Royaume-Uni            | en 14 h 39 min 49 s    |
| 2e                     | Quick-Step Floors      | Belgique               | + 37 s                 |
| 3e                     | Sunweb                 | Allemagne              | + 58 s                 |
| 4e                     | Lotto NL-Jumbo         | Pays-Bas               | + 1 min 1 s            |
| 5e                     | Katusha-Alpecin        | Suisse                 | + 1 min 1 s            |
| 6e                     | BMC Racing             | États-Unis             | + 1 min 7 s            |
| 7e                     | Movistar               | Espagne                | + 1 min 8 s            |
| 8e                     | Bora-Hansgrohe         | Allemagne              | + 1 min 19 s           |
| 9e                     | Astana                 | Kazakhstan             | + 1 min 19 s           |
| 10e                    | Orica-Scott            | Australie              | + 1 min 19 s           |
| modifier               |                        |                        |                        |

### Écarts entre les favoris
| Classement des favoris | Classement des favoris | Classement des favoris | Classement des favoris | Classement des favoris |
|                        | Coureur                | Pays                   | Équipe                 | Temps                  |
| ---------------------- | ---------------------- | ---------------------- | ---------------------- | ---------------------- |
| 1er                    | Christopher Froome     | Royaume-Uni            | Sky                    | en 4 h 53 min 22 s     |
| 2e                     | Simon Yates            | Royaume-Uni            | Orica-Scott            | + 25 s                 |
| 3e                     | Richie Porte           | Australie              | BMC Racing             | + 35 s                 |
| 4e                     | Nairo Quintana         | Colombie               | Movistar               | + 36 s                 |
| 5e                     | Daniel Martin          | Irlande                | Quick-Step Floors      | + 37 s                 |
| 6e                     | Romain Bardet          | France                 | AG2R La Mondiale       | + 39 s                 |
| 7e                     | Fabio Aru              | Italie                 | Astana                 | + 40 s                 |
| 8e                     | Alberto Contador       | Espagne                | Trek-Segafredo         | + 42 s                 |
| 9e                     | Jakob Fuglsang         | Danemark               | Astana                 | + 42 s                 |
| 10e                    | Louis Meintjes         | Afrique du Sud         | UAE Emirates           | + 1 min 0 s            |
| 11e                    | Esteban Chaves         | Colombie               | Orica-Scott            | + 1 min 1 s            |
| modifier               |                        |                        |                        |                        |

## Abandon
- 83 -  Luke Durbridge (Orica-Scott) : Abandon